# Poanopsis
Poanopsis là một chi bướm ngày thuộc họ Bướm nâu.